# Янковы
Янковы — дворянский род.
В 1723 году именным указом Петра Великого Даниле Янкову было дозволено покупать деревни, а 24.02.1729 «за усердие и ревность к службе» ему Петром II пожалован титул дворянина. На воинской службе Д. Янков достиг звания майора. Потомки служили в Российской империи в разных чинах и владели деревнями.

## Описание герба
- Щит, разделённый горизонтально надвое, имеет вершину малую голубого цвета, в которой изображена золотая райская птица, а в нижней пространной половине в красном поле означен серебряный панцирь.

- Щит увенчан дворянскими шлемом и короной со страусовыми перьями. Намёт на щите золотой, подложенный чёрным. Щит держат два красных грифа.